# 建设乡 (五大连池市)
建设乡，是中华人民共和国黑龙江省黑河市五大连池市下辖的一个乡镇级行政单位。

## 行政区划
建设乡下辖以下地区：
中心村、幸福村、万有村、建国村、富民村、富强村、民兴村、新兴村和五三村。